# Branta Pasisir
Branta Pasisir is een bestuurslaag in het regentschap Pamekasan van de provincie Oost-Java, Indonesië. Branta Pasisir telt 5251 inwoners (volkstelling 2010).